# Volta a Cataluña 1996
La Vuelta en Cataluña de 1996 fue la 76.ª edición de la Volta a Cataluña. Se disputó en 7 etapas más un prólogo del 13 al 20 de junio de 1996 con un total de 938,1 km. El vencedor final fue el suizo Alex Zülle del equipo ONCE por ante su compañero Patrick Jonker y Marco Fincato del equipo Roslotto-ZG Mobili.
En esta edición  había tres contrarrelojes individuales. El equipo ONCE, llegaba como grande favorito por el triunfo final.
Buen contrarrelojista y escalador, Alex Zülle domina la carrera desde la primera etapa. Incluso a la cronoescalada de Lles, a pesar de caer, gana la etapa; y a la etapa reina de Superbagneres, se permite el lujo de esperar su compañero Jonker para dejarlo ganar. No tuvo rivales y demostraba que era uno de los favoritos de cara del Tour de Francia de aquel año. 

## Etapas
| Etapa   | Fecha       | Ciudades de etapa                            | km    | Vencedor de la etapa | Líder de la general |
| ------- | ----------- | -------------------------------------------- | ----- | -------------------- | ------------------- |
| Prólogo | 13 de junio | Playa de Aro – Playa de Aro (CRI)            | 8,2   | Alex Zülle           | Alex Zülle          |
| 1.ª     | 14 de junio | Playa de Aro – Manresa                       | 190,9 | Marco Saligari       | Alex Zülle          |
| 2.ª     | 15 de junio | Cavas Segura Viudas (Torrelavit) – Barcelona | 147,1 | Mario Cipollini      | Alex Zülle          |
| 3.ª     | 16 de junio | Montellá Martinet – Lles (CRI)               | 13,5  | Alex Zülle           | Alex Zülle          |
| 4.ª     | 17 de junio | Seo de Urgel - Superbagneres (FRAY)          | 180,0 | Patrick Jonker       | Alex Zülle          |
| 5.ª     | 18 de junio | Bagnères-de-Luchon (FRAY) – Lérida           | 188,0 | Mario Cipollini      | Alex Zülle          |
| 6.ª     | 19 de junio | Vilaseca – Port Aventura (CRI)               | 20,4  | Alex Zülle           | Alex Zülle          |
| 7.ª     | 20 de junio | Port Aventura – Igualada                     | 190,0 | Marcel Wüst          | Alex Zülle          |

### Prólogo
13-06-1996: Playa de Aro, 8,2 km. (CRI):
|   | Ciclista           | Equipo             | Tiempo |
| - | ------------------ | ------------------ | ------ |
| 1 | Alex Zülle         | ONCE               | 9' 56" |
| 2 | Patrick Jonker     | ONCE               | + 9"   |
| 3 | Maurizio Fondriest | Roslotto-ZG Mobili | + 12"  |

|   | Ciclista           | Equipo             | Tiempo |
| - | ------------------ | ------------------ | ------ |
| 1 | Alex Zülle         | ONCE               | 9' 56" |
| 2 | Patrick Jonker     | ONCE               | + 9"   |
| 3 | Maurizio Fondriest | Roslotto-ZG Mobili | + 12"  |

### 1.ª etapa
14-06-1996: Playa de Aro – Manresa, 190,9 km.:
|   | Ciclista             | Equipo                  | Tiempo     |
| - | -------------------- | ----------------------- | ---------- |
| 1 | Marco Saligari       | MG Maglificio-Technogym | 5h 01' 21" |
| 2 | Maurizio Fondriest   | Roslotto-ZG Mobili      | m. t.      |
| 3 | Massimiliano Gentili | Cantina Tollo           | m. t.      |

|   | Ciclista           | Equipo             | Tiempo      |
| - | ------------------ | ------------------ | ----------- |
| 1 | Alex Zülle         | ONCE               | 5 h 11' 17" |
| 2 | Maurizio Fondriest | Roslotto-ZG Mobili | + 12"       |
| 3 | Patrick Jonker     | ONCE               | + 16"       |

### 2.ª etapa
15-06-1996: Cavas Segura Viudas (Torrelavit) – Barcelona, 147,1 km.:
|   | Ciclista          | Equipo  | Tiempo     |
| - | ----------------- | ------- | ---------- |
| 1 | Mario Cipollini   | Saeco   | 3h 33' 30" |
| 2 | Marcel Wüst       | MX Onda | m. t.      |
| 3 | Peter Van Petegem | TVM     | m. t.      |

|   | Ciclista           | Equipo             | Tiempo     |
| - | ------------------ | ------------------ | ---------- |
| 1 | Alex Zülle         | ONCE               | 8h 44' 47" |
| 2 | Maurizio Fondriest | Roslotto-ZG Mobili | + 12"      |
| 3 | Patrick Jonker     | ONCE               | + 16"      |

### 3.ª etapa
16-06-1996: Montellá Martinet - Lles, 13,5 km. (CRI):
|   | Ciclista                | Equipo | Tiempo   |
| - | ----------------------- | ------ | -------- |
| 1 | Alex Zülle              | ONCE   | 28' 39"  |
| 2 | Patrick Jonker          | ONCE   | + 1' 09" |
| 3 | Marcelino García Alonso | ONCE   | + 1' 37" |

|   | Ciclista       | Equipo             | Tiempo     |
| - | -------------- | ------------------ | ---------- |
| 1 | Alex Zülle     | ONCE               | 9h 13' 26" |
| 2 | Patrick Jonker | ONCE               | + 1' 25"   |
| 3 | Marco Fincato  | Roslotto-ZG Mobili | + 2' 20"   |

### 4.ª etapa
17-06-1996: Seo de Urgel – Superbagneres, 188,0 km.:
|   | Ciclista       | Equipo             | Tiempo     |
| - | -------------- | ------------------ | ---------- |
| 1 | Patrick Jonker | ONCE               | 5h 24' 34" |
| 2 | Alex Zülle     | ONCE               | m. t.      |
| 3 | Marco Fincato  | Roslotto-ZG Mobili | + 1' 20"   |

|   | Ciclista       | Equipo             | Tiempo      |
| - | -------------- | ------------------ | ----------- |
| 1 | Alex Zülle     | ONCE               | 14h 38' 20" |
| 2 | Patrick Jonker | ONCE               | + 1' 5"     |
| 3 | Marco Fincato  | Roslotto-ZG Mobili | + 3' 20"    |

### 5.ª etapa
18-06-1996: Bagnères-de-Luchon – Lérida, 188,0 km.:
|   | Ciclista         | Equipo             | Tiempo     |
| - | ---------------- | ------------------ | ---------- |
| 1 | Mario Cipollini  | Saeco              | 5h 13' 47" |
| 2 | Marcel Wüst      | MX Onda            | m. t.      |
| 3 | Andrea Ferrigato | Roslotto-ZG Mobili | m. t.      |

|   | Ciclista       | Equipo             | Tiempo      |
| - | -------------- | ------------------ | ----------- |
| 1 | Alex Zülle     | ONCE               | 19h 52' 07" |
| 2 | Patrick Jonker | ONCE               | + 1' 5"     |
| 3 | Marco Fincato  | Roslotto-ZG Mobili | + 3' 20"    |

### 6.ª etapa
19-06-1996: Vilaseca – Port Aventura, 20,4 km. (CRI):
|   | Ciclista       | Equipo | Tiempo  |
| - | -------------- | ------ | ------- |
| 1 | Alex Zülle     | ONCE   | 22' 53" |
| 2 | Patrick Jonker | ONCE   | + 3"    |
| 3 | Francis Moreau | GAN    | + 38"   |

|   | Ciclista       | Equipo             | Tiempo      |
| - | -------------- | ------------------ | ----------- |
| 1 | Alex Zülle     | ONCE               | 20h 15' 00" |
| 2 | Patrick Jonker | ONCE               | + 1' 8"     |
| 3 | Marco Fincato  | Roslotto-ZG Mobili | + 4' 23"    |

### 7.ª etapa
20-06-1996: Port Aventura – Igualada, 190,0 km.:
|   | Ciclista          | Equipo        | Tiempo     |
| - | ----------------- | ------------- | ---------- |
| 1 | Marcel Wüst       | MX Onda       | 4h 30' 27" |
| 2 | Ángel Edo         | Kelme-Artiach | m. t.      |
| 3 | Peter Van Petegem | TVM           | m. t.      |

|   | Ciclista       | Equipo             | Tiempo      |
| - | -------------- | ------------------ | ----------- |
| 1 | Alex Zülle     | ONCE               | 24h 45' 29" |
| 2 | Patrick Jonker | ONCE               | + 1' 8"     |
| 3 | Marco Fincato  | Roslotto-ZG Mobili | + 4' 23"    |

## Clasificación General
|    | Ciclista                | Equipo                  | Tiempo      |
| -- | ----------------------- | ----------------------- | ----------- |
|    | Alex Zülle              | ONCE                    | 24h 45' 29" |
| 2  | Patrick Jonker          | ONCE                    | + 1' 8"     |
| 3  | Marco Fincato           | Roslotto-ZG Mobili      | + 4' 23"    |
| 4  | Massimiliano Gentili    | Cantina Tollo           | + 7' 05"    |
| 5  | Laudelino Cubino        | Kelme-Artiach           | + 7' 40"    |
| 6  | Bo Hamburger            | TVM                     | + 7' 46"    |
| 7  | Marcelino García Alonso | ONCE                    | + 8' 27"    |
| 8  | Roberto Pistore         | MG Maglificio-Technogym | + 8' 55"    |
| 9  | Marco Saligari          | MG Maglificio-Technogym | + 9' 55"    |
| 10 | Paolo Savoldelli        | Roslotto-ZG Mobili      | + 10' 17"   |

## Clasificación de la montaña
|   | Ciclista         | Equipo             | Puntos |
| - | ---------------- | ------------------ | ------ |
| 1 | Laudelino Cubino | Kelme-Artiach      | 61     |
| 2 | Marco Fincato    | Roslotto-ZG Mobili | 41     |
| 3 | Alex Zülle       | ONCE               | 40     |

## Clasificación de las Metas volantes
|   | Ciclista              | Equipo  | Puntos |
| - | --------------------- | ------- | ------ |
| 1 | Marcel Wüst           | MX Onda | 14     |
| 2 | Massimiliano Mori     | Saeco   | 7      |
| 3 | José Antonio Espinosa | MX Onda | 6      |

## Mejor Equipo
|   | Equipo             | Nacionalidad | Tiempo      |
| - | ------------------ | ------------ | ----------- |
| 1 | ONCE               | España       | 74h 25' 31" |
| 2 | Roslotto-ZG Mobili | Italia       | + 17' 00"   |
| 3 | Kelme-Artiach      | España       | + 29' 13"   |